# Free as a Bird
"Free as a Bird" é uma canção gravada pelo grupo de rock inglês The Beatles. Era uma canção inacabada, composta e registrada em 1977 por John Lennon em uma fita demo caseira. Paul McCartney, George Harrison e Ringo Starr finalizaram a música em 1994 e foi lançada em 4 de novembro de 1995, como parte da promoção para o lançamento de The Beatles Anthology.
O videoclipe de "Free as a Bird" foi produzido por Vincent Joliet e dirigido por Joe Pytka, apresentando um pássaro em voo. Ele foi premiado com o Grammy Award para melhor vídeo musical em 1996.

## Ficha Técnica
- John Lennon - Vocal principal, piano
- Paul McCartney - Vocal principal, Vocais de apoio, violão, baixo, piano, teclados
- George Harrison - Vocal principal, Vocais de apoio, guitarra slide, violão, ukulele
- Ringo Starr  - Vocais de apoio, bateria, percussão
- Jeff Lynne - Vocais de apoio, guitarra